# スプリングフィールド (オハイオ州)
スプリングフィールド（英: Springfield）は、アメリカ合衆国オハイオ州の都市。クラーク郡の郡庁所在地である。人口は5万8662人（2020年）。コロンバスの西72km、デイトンの北東40kmに位置し、付近ではオハイオ川の支流であるマッド川がバック川、ビーバー川と合流する。
廃線を利用したリトルマイアミスーセニックトレイルがニュータウンからここまで80kmにわたって延びており、ハイキングやサイクリングに人気がある。2004年には「アメリカの典型的な都市賞」（All-American City Award）に選ばれた。

## 歴史
ケンタッキー州出身の御者、ジェイムズ・デミントによって1801年に建設された。シャンペーン郡、マディソン郡、グリーン郡の一部が分離してクラーク郡が設立されると、1818年に郡庁所在地になった。州議会では近隣のニューボストンと共同で2票を与えられた。
スプリングフィールドを通る国道が建設されるとき、10年間にわたって政治家の間で対立が起こった。デイトンやイートンなどの都市は国道を南へ延伸するよう要請したが、当時のアンドリュー・ジャクソン大統領はインディアナ州リッチモンドへ西に延伸させた。

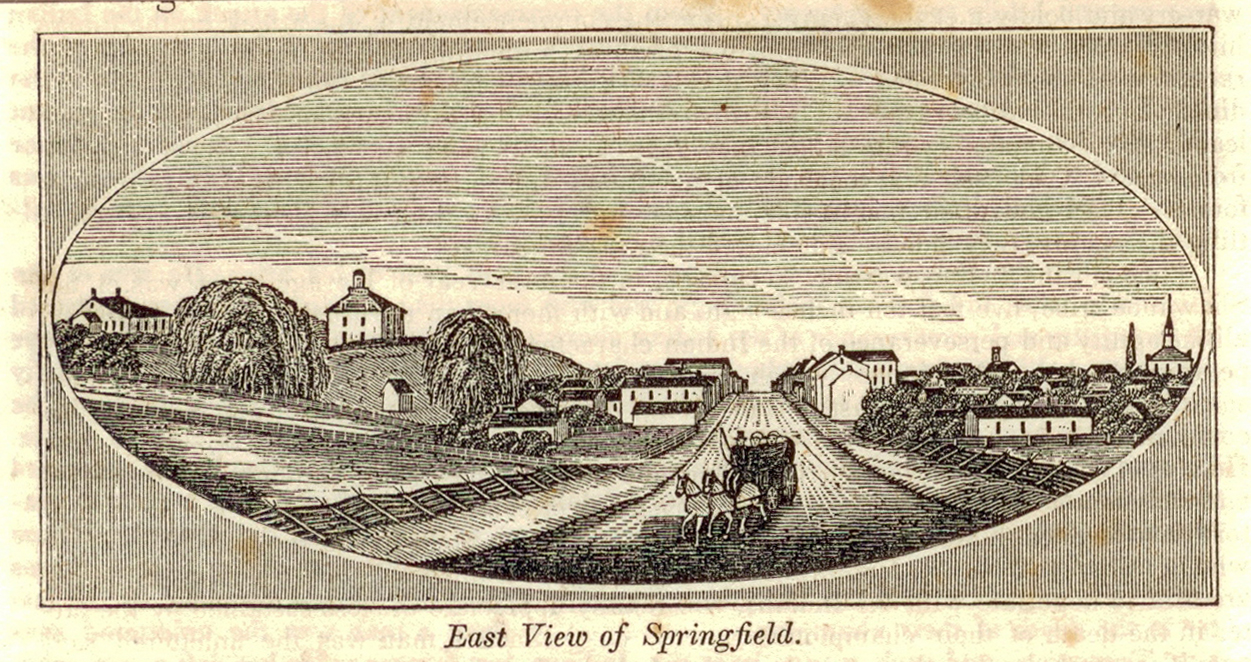
1830年ごろ

1800年代、スプリングフィールドはO・S・ケリー、エイサ・S・ブッシュネル、ジェイムズ・レフェル、P・P・マスト、ベンジャミン・ワーダーなどの資産家に支配された。ブッシュネルは街にオハイオ・ブッシュネル・ビルディングを建設した。マストは自身の農具企業を宣伝するため農園をオープンし、大衆紙を発刊した。ケリーは1894年にケリー・スプリングフィールド・タイヤ社を設立した。

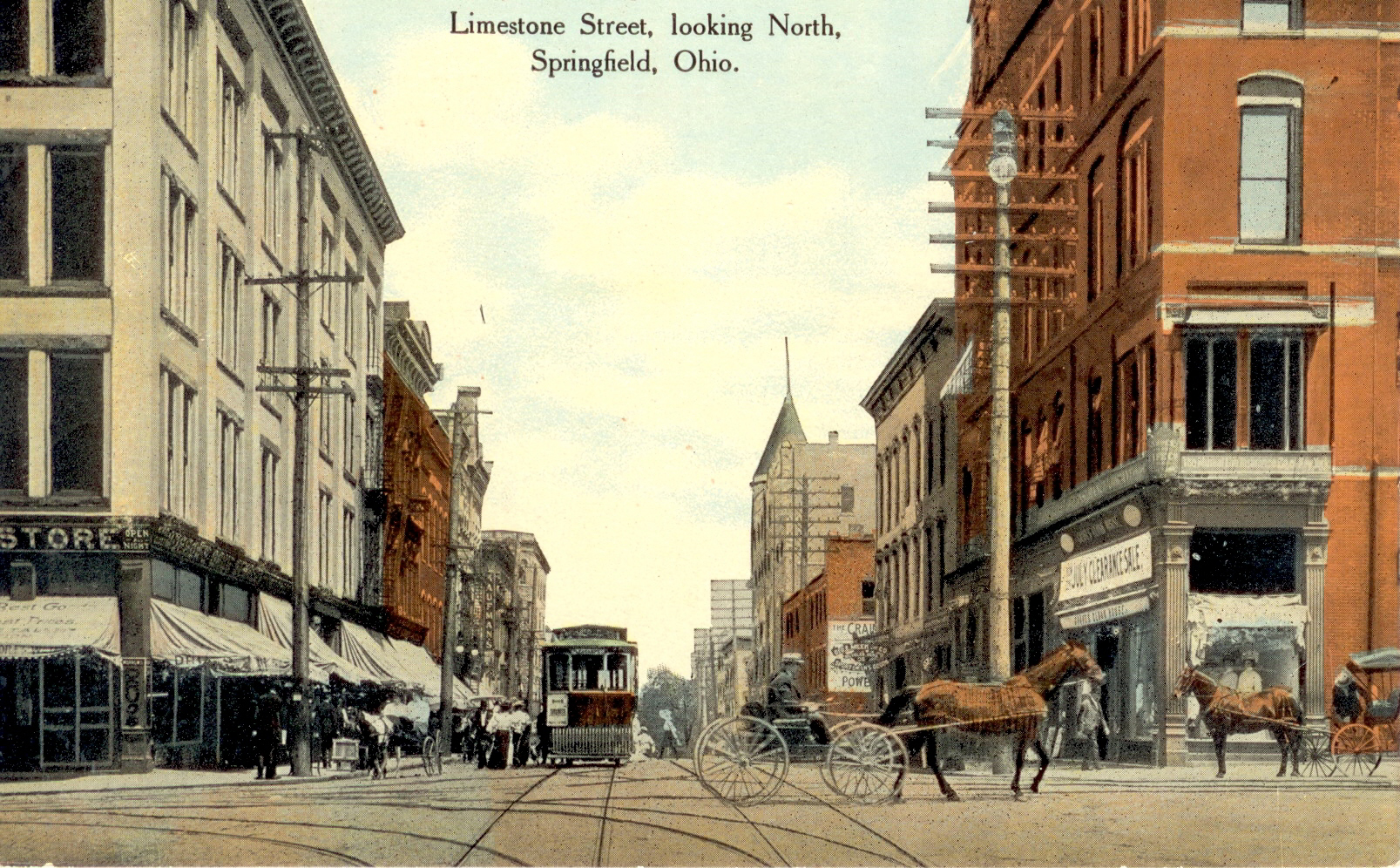
1900年ごろ

1900年ごろ、スプリングフィールドはフリーメイソン、ピシアス騎士団、オッド・フェローなどの秘密結社が高齢者や孤児のためのロッジを建設したため「家庭の街」と呼ばれた。また、グレスナー・マニファクチュアリング社がチャンピオンブランドの農機具を製造したことから「チャンピオンの街」とも言われたが、同社は1902年にインターナショナル・ハーベスター社に吸収合併された。インターナショナル・ハーベスター社はその後ナビスター・インターナショナルとなり、現在は大型トラックを生産している。

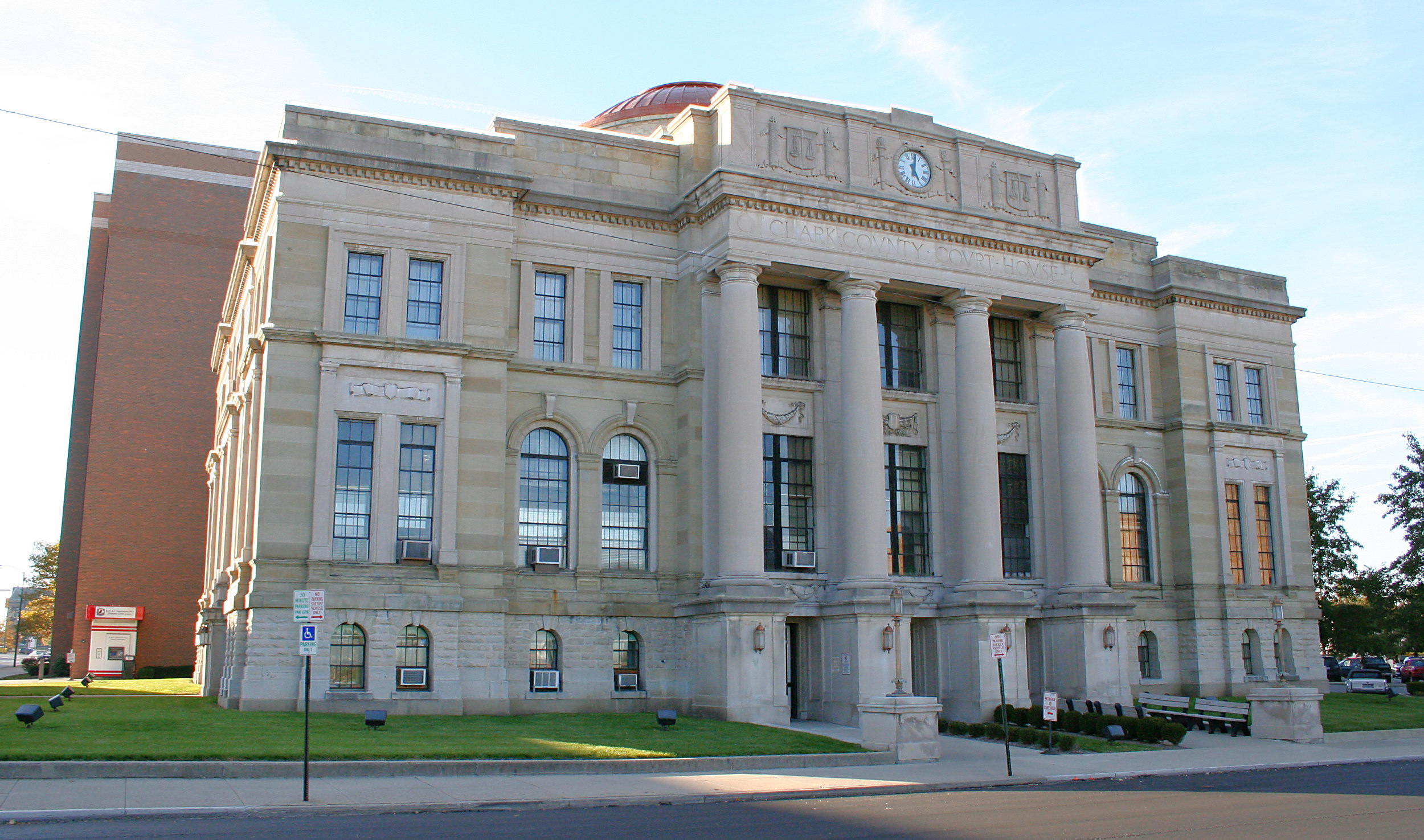
クラーク郡庁舎
（2005年10月30日）

1902年、クラーク郡スプリングフィールド郡区の教育長だったA・B・グラハムは「少年少女農業クラブ」を旗揚げした。同年1月15日に郡庁舎の地下室で行われた初会合には10歳から15歳までの子ども約85人が集まった。クラブは頭脳（Head）、精神（Heart）、労力（Hand）、健康（Health）の“4H”を念頭に置いたことから4-Hクラブと呼ばれるようになり、たちまち全国に拡大した。クラブの最初のプロジェクトは食品保存、園芸、簡単な農業などであった。設立式が行われた郡庁舎の地下は今もクラブのシンボルになっている。
1904年3月7日、警官を殺した罪で服役していた黒人のリチャード・ディクソンを殺害しようとし、千人を超す住民が刑務所に突入した。彼は射殺され、ファウンテン通りとメインストリートの角の柱に晒し首にされたうえ、なおも体を銃で撃たれた。暴徒化した群集はその後、黒人地区の大部分を焼いた。1906年2月にはまたも群集によって黒人地区が焼かれた。
それから60年後、スプリングフィールド市長に当選したロバート・ヘンリーはオハイオ州初の黒人市長であった。
1916年から10年間、スプリングフィールドにはブラムウェル、ブレニング、フース、フレイヤー＝ミラー、ケリー・ストリーム、ラッセル＝スプリングフィールド、ウェストコットなど10社もの自動車会社が進出した。そのうちウェストコットはバートン・J・ウェストコットが設計した6シリンダーに4ドアのセダンを最後に生産したことで知られた。また、イーストハイ通り1340番地にあった事業所は世界的に有名な建築家、フランク・ロイド・ライトが1908年に設計したことでも知られた。「ウェストコット・ハウス」と呼ばれるその建物は漆喰とコンクリートでできており、水平なライン、傾斜の低い屋根、広い軒先などライトの「プレイリー様式」が随所に見て取れる。ライトがこの様式で設計した建物は州内ではここだけである。建物は2000年にシカゴにあるフランク・ロイド・ライト建築保存会の手に渡り、新たに設立されたウェストコット・ハウス財団に売却された。建物は5年の歳月と530万ドルの費用をかけ、2005年10月に完全に元の姿に戻った。それからは一般に公開されており、ガイドツアーも行われている。
1856年に生粋のスプリングフィールドっ子であるウィリアム・ホワイトリーが自動レーキ刈り取り機と芝刈り機を開発すると、インターナショナル・ハーベスター（現 ナビスター・インターナショナル）の農機具とトラック生産が地域の基幹産業になった。
大衆紙「ニューズウィーク」の1983年に発売された創刊50周年記念号には「ザ・アメリカン・ドリーム」という題でスプリングフィールドが特集された。それには地元の5家族の過去50年間のできごとがまとめられていた。
「スプリングフィールド・ニュース＝サン」という日刊紙と「ザ・スプリングフィールド・ペーパー」という週刊誌が発刊されている。
2024年9月、共和党のドナルド・トランプ大統領候補やJ・D・ヴァンス副大統領候補が「オハイオ州スプリングフィールドでは移民がペットの犬や猫をさらって食べている」という根拠のない噂を広めた。

## 地理
スプリングフィールドは北緯39度55分37秒 西経83度48分15秒 / 北緯39.92694度 西経83.80417度に位置している。
アメリカ合衆国国勢調査局によると、この都市は総面積58.3 km2 (22.5 mi2) である。このうち58.2 km2 (22.5 mi2)が陸地で、0.1 km2 (0.04 mi2) が川や湖などの水域である。総面積のうちの0.18%が水域となっている。市街地の北東にはクラレンス・J・ブラウン貯水池がある。

## 人口動静
2000年の国勢調査によると、この都市には65,358人、26,254世帯、及び16,224家族が暮らしている。人口密度は1,123/km2 (2,908.6/mi2) で、503.6/km2 (1,304.2/mi2) の平均的な密度に29,309軒の住居が建っている。人種の構成は白人78.04%、黒人（アフリカ系アメリカ人）18.22%、先住民0.34%、アジア系0.70%、太平洋諸島系0.02%および混血0.54%で、1.18%の人々がヒスパニックまたはラテン系である。
この都市に住む26,254世帯のうち、29.9%は18歳未満の子どもと暮らしており、40.5%は夫婦で生活している。16.6%は未婚の女性が世帯主であり、38.2%は家族以外の住人と同居している。32.2%は独居で、全世帯の13.5%は65歳以上の独居老人世帯である。1世帯あたりの平均人数は2.38人であり、家庭の場合は2.99人である。
住民は25.6%が18歳未満の子どもで、18歳以上24歳以下が11.5%、25歳以上44歳以下が27.0%、45歳以上64歳以下が20.7%、および65歳以上が15.2%となっている。平均年齢は34歳である。女性100人に対して男性は89.3人いて、18歳以上の女性100人に対しては男性は84.1人いる。
世帯ごとの平均収入は32,193米ドルで、家族ごとでは39,890米ドルである。男性の32,027米ドルに対して女性は23,155米ドルの平均的な収入がある。一人当たりの収入 (per capita income) は16,660米ドルである。総人口の16.9%、家族の13.5%の収入は貧困線以下である。18歳未満の子どもの23.9%及び65歳以上の9.6%は貧困線以下の生活を送っている。

## 教育

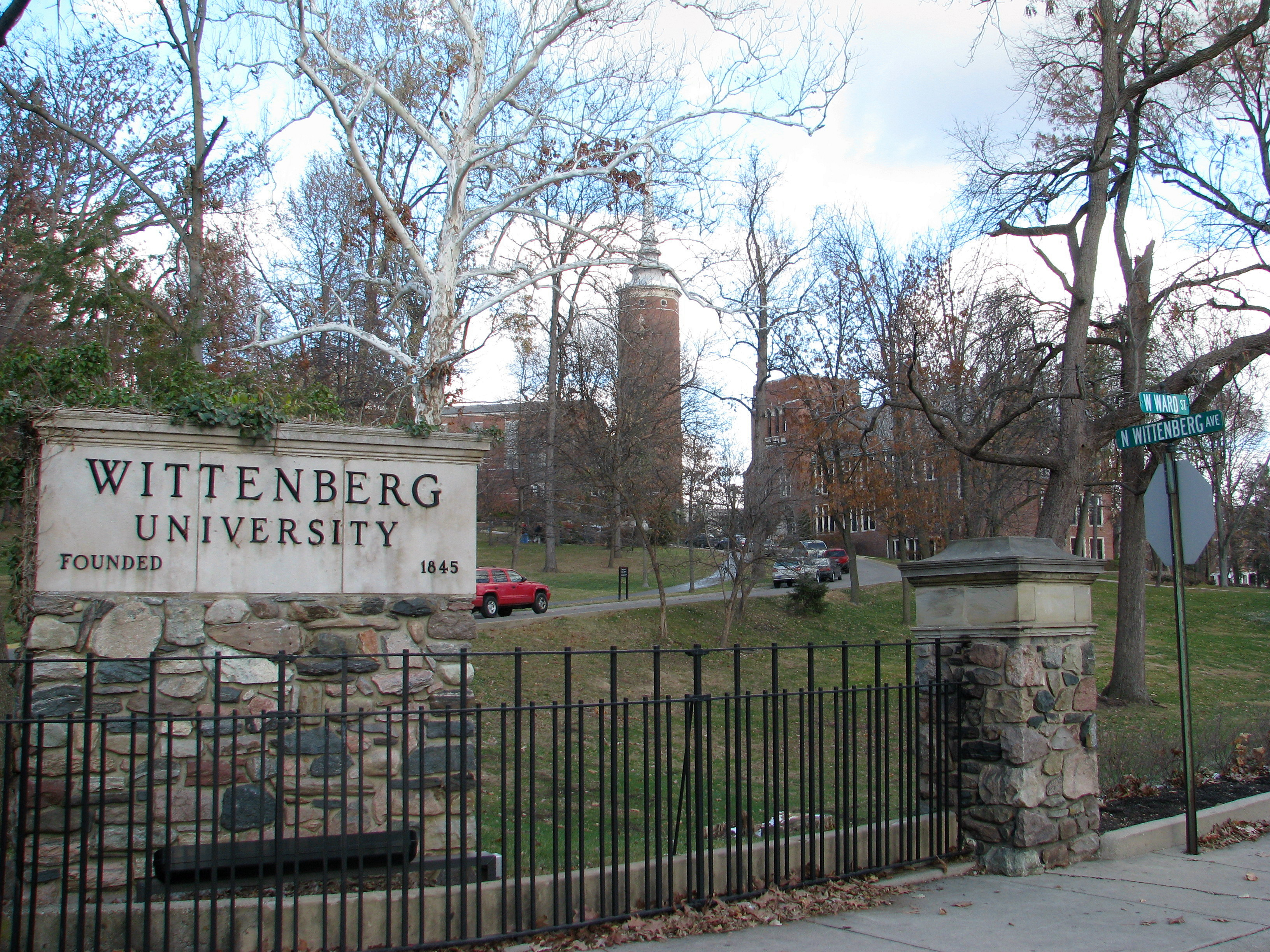
ウィッテンバーグ大学
（2008年11月23日）

スプリングフィールドの初等または中等公立学校には8604名が在学している。学区には小学校が10校、中学校が4校、高校が1校、オルタナティブスクールが1校の計16校がある。また、ウィッテンバーグ大学とクラーク州立コミュニティカレッジの2つの高等教育機関がある。
ウィッテンバーグ大学は1845年に設立された4年制私立のルーテル派大学で、在学者は2000名を超し、195以上の学部がある。キャンパスの敷地は14万坪にのぼり、木々が覆うようにして植えられている。専攻は70に上る。WUSOというラジオ局もあり、新聞も刊行されている。とりわけ音楽とスポーツの分野で知られており、東アジア研究、ロシア地域研究などの学際的なプログラムに強い。近年では経営、通信、教育などの専攻が人気である。2003年にはバーバラ・ディア・カス科学センターがオープンした。
クラーク州立コミュニティカレッジはスプリングフィールド・クラーク郡技術教育プログラムのもと、クラーク郡の教育技術大学として1962年に設立され、1966年にクラーク郡技術研究所から改称された。オハイオ州評議会から専門学校の公認を受けた最初の大学でもある。学生は1000人を超し、ビジネス、衛生、公共サービス、工学技術、農業などの科目がある。

## 文化
スプリングフィールドは2009年公開の映画「ウルヴァリン:X-MEN ZERO」の舞台のひとつで、実際にカーニバルのロケも行われた。ビクター・クリードとクリス・ブラッドリーはゲームコーナーの従業員だった。

## ゆかりの人物
- ベレニス・アボット - 写真家
- サイフ・アハメド - 司会者、コメディアン、活動家
- マティ・アンジェロ・カラブレス - コロンバスで行われた2009年フットボリートの優勝者
- ランディ・アイヤーズ - バスケットボールコーチ。NBAのフィラデルフィア・セブンティシクサーズヘッドコーチ、オハイオ州立大学ヘッドコーチ、オーランド・マジック副コーチを経て現在はワシントン・ウィザーズの副コーチを務める
- ティム・アイヤーズ - ランディ・アイヤーズの弟で、元スプリングフィールド市長
- ライアン・ボスティック - バンド「エミーズ・ゴースト」のシンガー・ソングライター。
- ジーン・ボウシャー - カントリーミュージック歌手
- デイブ・バーダ - 大リーガー。ポジションは投手であった
- ウィリアム・R・バーネット - 小説家、映画脚本家
- ガービン・ブッシェル - サックス、クラリネットなどを演奏するミュージシャン
- ジャスティン・チェンバース - モデル、俳優。テレビドラマ「グレイズ・アナトミー 恋の解剖学」でのアレックス・カレフ役で知られる
- コール・コッブス・ジュニア - ジャズピアニスト
- ジェイソン・コリアー - プロバスケットボール選手
- マイク・コンプトン - シンガーソングライター。以前はバンド「シャベルヘッド」に所属していたが、現在はバンド「DRG」のボーカルでリーダーも務めている。
- ラリー・コレッセル - テレビアナウンサー、演劇プロデューサー、ディレクター
- アンドリュー・ダニエル - リアリティ番組「ビッグ・ブラザー5」の優勝者
- マイク・デワイン - オハイオ州選出の元上院議員
- アンディ・ディギルソミーナ - 作曲家
- ウェイン・エンブリー - プロバスケットボール選手
- クリストファー・イーノック - 音楽プロデューサー、ゲイの人権活動家
- リリアン・ギッシュ - 無声映画時代の女優
- ルーザー・アレクサンダー・ゴットワルド - 神学者
- ウィルバー・ガン - イギリスの自動車会社「ラゴンダ」の創業者
- ハーベリー・ハディックス - 大リーガー。ポジションは投手であった
- ジョン・ホール（ジョン・スタルダー） - WIZE、WBNS、WTTO、WAZU、WBLY、WSKW、WKRC、WGRR、WSAC、WCLR、WLW、WULM、WCDRなど、地元のラジオ局で活動するパーソナリティ
- リチャード（ディック）ハットフィールド - DJ、司会者
- ロバート・C・ヘンリー - オハイオ州初の黒人市長
- ダスティン・ハーマンソン - 大リーガー。ポジションは投手であった
- デイビッド・ハーゾーグ - 俳優
- カーネル・ディック・ヒギンズ - ロデオのリーダー
- グリフィン・ハウス - シンガーソングライター
- タイ・ホウィントン - 大リーガー
- エルウッド・ジェンセン - 生物学者
- ジミー・ジャーネル - 大リーガー。ポジションは投手であった
- デイビッド・ワード・キング - 整地の際に使われる土木用具「キングロードドラッグ」の考案者
- ブルックス・ローレンス - 大リーガー。ポジションは投手であった
- ジョン・レジェンド（ジョン・ステファンズ） - 歌手、ミュージシャン。R&Bとネオソウルのピアニスト
- ロイス・レンスキー - 絵本作家、イラストレーター。1945年刊の『いちごつみの少女』でニューベリー賞を受賞した。
- デボラ・ロウーワー - アメリカ海軍将官
- レイ・ルーカス - 大リーガー。ポジションは投手であった
- ジョニー・ライトル - ジャズミュージシャン
- ウィル・マケナニー - 大リーガー。ポジションは投手であった
- デビー・ムーア - ボクシング選手。1959年から63年にかけて世界フェザー級王者であった
- ジョン・ニューボロー - 古史古伝「OAHSPE」の著者
- トロイ・パーキンス - プロサッカー選手
- トニー・パウエル - バンド「アニマル・グレイス」のギター、ボーカル担当
- ロバート・ブルース・ラウプ - 大学教授、作家、アメリカの教育システムの評論家
- アライーナ・リード・ホール - 女優
- ディック・シャットー - カナダで活躍したプロフットボール選手
- ダン・スタップ - 作家
- チャールズ・トンプソン - ジャズミュージシャン
- トミー・タッカー（ロバート・ハイギンバザム） - ジャズミュージシャン
- ウィリアム“ジェフ”タッセイ - 退役軍人、大学教授、科学者
- クリストファー・J・ワイルド - 映画脚本家
- アール・ウォーレン - サックス奏者。ジャズを専門とし、カウント・ベイシーとよく組んだ
- ウォルター・L・ウィーバー - オハイオ州選出の下院議員
- リック・ホワイト - 大リーガー。ポジションは投手であった
- ワーシントン・ホイットリッジ - ハドソン・リバー派の画家
- ジョナサン・ウィンターズ - 俳優、コメディアン

## 姉妹都市
- クラグイェヴァツ、（セルビア）
- ケイシー、（オーストラリア）
- ピテシュティ、（ルーマニア）
- ルターシュタット・ヴィッテンベルク、（ドイツ）